# Drytooling
Drytooling – rodzaj wspinaczki zimowej z wykorzystaniem sprzętu typowego dla wspinaczki lodowej (takiego jak np. czekany i raki) na nieoblodzonych drogach skalnych.
W Polsce wspinanie drytoolowe dozwolone jest jedynie w specjalnie do tego celu przeznaczonych rejonach np. w skałkach Twardowskiego. Z reguły drogi takie prowadzone są w miejscach, które nie nadają się do wspinaczki klasycznej. Uprawianie drytoolingu na drogach klasycznych jest potępiane przez większość społeczności wspinaczkowej, gdyż używanie raków i czekana niszczy skałę i niejednokrotnie zmienia charakter drogi (bądź w wyniku uszkodzeń całkowicie uniemożliwia jej przejście).